# La Praz (Zwitserland)
La Praz is een gemeente en plaats in het Zwitserse kanton Vaud, en maakt deel uit van het district Jura-Nord vaudois.
La Praz telt 150 inwoners.